# Bosingak
Bosingak is een paviljoen met daarin een grote bel in de Zuid-Koreaanse hoofdstad Seoel. De bel staat aan de drukke straat Jongno en het is de bel die deze straat zijn naam geeft. Jongno betekent letterlijk "bel straat". De originele constructie stamt uit 1392, maar vanwege vuur en oorlog werd het paviljoen meerdere malen verwoest.
Tentijde van de Joseondynastie werd de bel meerdere malen per dag geluid om de tijd aan te geven als signaal voor het openen en sluiten van de stadspoorten. Tevens diende het als brandalarm. Tegenwoordig wordt de bel alleen geluid op nieuwjaarsavond om 12 uur om het nieuwe jaar in te luiden. Vanwege de enorme aantallen toeschouwers die op dit evenement afkomen, stoppen de metro's op die avond niet op de nabijgelegen metrostation Jonggak.